# Орден Святого мученика Трифона
Орден Святого мученика Трифона — награда Русской православной церкви в честь святого мученика Трифона Апамейского. Орден имеет три степени.
Орден учреждён Священным синодом Русской православной церкви 22 февраля 1995 года. Для награждения этим орденом была создана особая комиссия под председательством архиепископа Калужского и Боровского Климента (Капалина).

## Статут ордена

### Основания для награждения
Орденом Святого мученика Трифона награждаются священнослужители, церковные, государственные и общественные деятели, писатели, медики, педагоги, журналисты, работники правоохранительных органов за деятельное участие в борьбе с наркоманией, алкоголизмом и другими вредными явлениями, разрушающими духовное здоровье человека и общества. Данной награды могут быть также удостоены лица, проявившие личное мужество в борьбе с производителями и распространителями наркотиков.
Вопросы, связанные с награждением орденом Святого мученика Трифона, решаются через наградной комитет, в который входят церковные и общественные деятели. Наградной комитет рассматривает списки кандидатур к награждению и направляет их на утверждение Святейшему Патриарху Московскому и всея Руси. Комитет возглавляет лицо в архиерейском сане. Положение о наградном комитете утверждается Святейшим Патриархом Московским и всея Руси.

### Степени ордена
Орден имеет три степени, при награждении вручается знак ордена и грамота.

### Правила ношения
Орден Святого мученика Трифона носится на левой стороне груди, при наличии других орденов Русской Православной Церкви располагается вслед за орденом преподобного Андрея Рублёва.

## Описание Ордена

### I степень
Знак ордена I степени представляет собой золоченый четырёхконечный крест, покрытый эмалью зелёного цвета и обрамленный пояском. В центре медальона овальное изображение святого мученика Трифона в обрамлении пояска тёмно-зеленой эмали с надписью на церковнославянском языке, выполненной жёлтой эмалью: в верхней части «за труды и пользу», в нижней — «СВ. ТРИФОНЪ МУЧ.» («Святой Трифон мученик»), разделенные тремя «жемчужинами». Поясок с надписью окаймлён рантом в виде «жгута». От центра ордена расходятся 12 позолоченных лучей, по три с каждой стороны креста и украшенные сканью.
Мельхиор с позолотой, скань, холодная эмаль, письмо. Размеры знака ордена: 43х50х7 мм. Крепление: булавка.

### II степень
Знак ордена II степени аналогичен знаку I степени, но поясок, обрамляющий крест и рант вокруг медальона посеребрены.
Мельхиор с серебрением, холодная эмаль, письмо. Размеры знака ордена: 43х50х7 мм. Крепление: булавка.

### III степень
Знак ордена III степени аналогичен знаку I степени, но выполнен из мельхиора с серебрением. Центральное изображение святого выполнено в технике «Ростовская финифть» и на лучах, исходящих от центра, отсутствует скань.
Мельхиор с серебрением, холодная эмаль, «Ростовская финифть». Размеры знака ордена: 43х50х7 мм.
Крепление: булавка.